# Осламівська волость
Осламівська волость — історична адміністративно-територіальна одиниця Ушицького повіту Подільської губернії з центром у селі Осламів.

## Склад волості
Станом на 1885 рік складалася з 16 поселень, 12 сільських громад. Населення — 10 313 осіб (5 083 чоловічої статі та 5 230 — жіночої), 1341 дворових господарства.
|                     | Площа, десятин | У тому числі орної, десятин |
| ------------------- | -------------- | --------------------------- |
| Сільських громад    | 7601           | 5382                        |
| Приватної власності | 10716          | 6338                        |
| Казенної власності  | —              | —                           |
| Іншої власності     | 435            | 284                         |
| Загалом             | 18512          | 12004                       |

Основні поселення волості:
- Осламів — колишнє власницьке село за 18 верст від повітового міста, 770 осіб, 126 дворових господарств, православна церква, школа, заїжджий будинок, 2 крамниці, кузня, винокурня.
- Березівка — колишнє власницьке село, 259 осіб, 44 дворових господарств.
- Бистриця — колишнє власницьке село при річці Калюс, 124 осіб, 38 дворових господарств.
- Віньківці — містечко при річці Калюс, 2541 осіб, 319 дворових господарств, православна церква, костел, заїжджий двір, базар через 2 тижні, 7 млинів, винокурня, цегельня.
- Говори — колишнє власницьке село при річці Батіг, 1028 осіб, 176 дворових господарств, православна церква, заїжджий будинок, водяний млин.
- Гулі — колишнє власницьке село, 730 осіб, 113 дворових господарств, православна церква, заїжджий будинок.
- Дашківці — колишнє власницьке село, 1238 осіб, 153 дворових господарств, православна церква, римо-католицька каплиця, 2 заїжджих будинки, кузня, паровий та водяний млини, цегельня, винокурня.
- Калюсик  — колишнє власницьке село при річці Калюсик, 800 осіб, 138 дворових господарств, православна церква, заїжджий будинок, 2 водяних млини.
- Карижин — колишнє власницьке село при річці Калюс, 370 осіб, 49 дворових господарств, православна церква, заїжджий будинок.
- Курники — колишнє власницьке село, 925 осіб, 137 дворових господарств, православна церква, заїжджий будинок.
- Ломачинці — колишнє власницьке село, 779 осіб, 126 дворових господарств, православна церква, заїжджий будинок, крамниця.
- Людвиківка — колишнє власницьке село при річці Калюс, 306 осіб, 62 дворових господарств.
- Майдан-Віньковецький — колишнє власницьке село, 453 осіб, 79 дворових господарств.
- Слобода-Гулівська — колишнє власницьке село, 127 осіб, 25 дворових господарств.
- Татаринка — колишнє власницьке село, 315 осіб, 45 дворових господарств.

## Ліквідація волості
Друга сесія ВУЦВК VII скликання, яка відбувалася 12 квітня 1923 р., своєю постановою «Про новий адміністративно-територіальний поділ України» скасувала волості і повіти, замінивши їх районами. Територія Осламівської волості ввійшла до складу Віньковецького району (за винятком сіл Гулі та Слобода-Гулівська, які ввійшли до складу Барського району Вінницької області).